# Gerhard Arndt
Gerhard Arndt (* 15. Dezember 1890 in Zarben; † 14. September 1963 in Mannheim) war ein deutscher Landwirt und Politiker.

## Leben
Nach dem Besuch des Landwirtschaftlichen Seminars in Eldena war er als landwirtschaftlicher Beamter tätig. Während des Ersten Weltkriegs wurde er verwundet. Die Heeresverwaltung Ost beschäftigte ihn 1917 als landwirtschaftlichen Beamten.
Ab 1920 war Gerhard Arndt als selbständiger Landwirt tätig. Ab 1923 war er Mitglied des Vorstandes der Deutschen Bauern- und Landvolkpartei. Für diese gehörte er dem Preußischen Landtag an und war Mitglied der Landwirtschaftskammer für Pommern. Seit 1932 gehörte er dem Hindenburg-Ausschuss an. Nach der Machtergreifung musste er seine Ämter niederlegen.
Nach dem Zweiten Weltkrieg gehörte er zu den Gründern des vorbereitenden Ausschusses der Deutschen Bauern- und Landvolkpartei. Arndt wurde 1947 Mitglied der CDU. Mit der CDU wurde Arndt Mitglied des Niedersächsischen Landtages der 1. und 2. Wahlperiode vom 20. April 1947 bis 23. Oktober 1952. In der CDU-Fraktion verblieb er bis zum 7. Juli 1950 und galt bis zum 4. Oktober 1950 als fraktionsloses Parlamentsmitglied. Vom 5. Oktober 1950 bis zum 8. November 1950 war er Mitglied der BHE-Fraktion, ab 9. November 1950 trat er in die Fraktion der Unabhängigen (FdU) bei. Vom 8. März 1951 bis zum 18. September 1951 gehörte er der SRP-Fraktion an und war ab dem 19. September 1951 erneut fraktionsloser Abgeordneter des Niedersächsischen Landtages.
Mit Urteil des Bundesverfassungsgerichtes vom 23. Oktober 1952 (BVerfGE 2,1 -SRP-Verbot) wurde die Partei SRP als verfassungswidrig verboten. Alle Mitglieder der SRP verloren im Bundestag, sowie in den Landtagen ihre Mandate als Folge aus Art. 21 GG. In dessen Folge verlor Arndt sein Mandat mit Verkündung des Urteils aufgrund seiner Verbindung zur SRP in Ausübung seines Mandats.
Gerhard Arndt gehörte zu den Repräsentanten der Pommerschen Landsmannschaft.